# Alicia Luna
Alicia Luna (Madrid, 2 de desembre de 1963) és una guionista de cinema i docent espanyola. Ha rebut diversos premis pels seus treballs, entre ells el Premi del Público en la Seminci de Valladolid per Pídele cuentas al rey (1999), el Goya al millor guió i premi al millor guió europeu per Te doy mis ojos dirigida per Icíar Bollaín el 2004 com a coguionista, o el Premi de la crítica al Festival de Màlaga per La vida empieza hoy dirigida per Laura Mañá. També ha estat coguionista dels documentals Chicas nuevas 24 horas i El proxeneta. Paso corto, mala leche dirigits per Mabel Lozano. És presidenta de la Fundación Lydia Cacho creada el 2008 per a ajudar a persones amenaçades per lluitar contra violacions de drets humans

## Biografia
És llicenciada en Filologia Hispànica per la Universitat Autònoma de Madrid i va realitzar un curs de doctorat en Literatura de la Guerra Civil. Va rebre una beca de la Universitat de Varsòvia per a estudiar la llengua i la literatura poloneses.
En 1987 va començar el seu contacte amb Llatinoamèrica gràcies a un viatge a Lima per a la documentació i la posterior realització de documental sobre César Vallejo: Acaba de pasar el que vendrá. A partir d'aquest moment va començar a interessar-se per l'escriptura de guions que va ampliar amb cursos dirigits per José Luis Borau, Manuel Matji, Lola Salvador, Joaquín Jordá i Agustín Díaz Yanes, que completà el 1997 a la Universitat Politècnica de Catalunya.
Abans de dedicar-se professionalment a l'escriptura de guió va col·laborar en el Departament de Publicacions de la Filmoteca Espanyola; va ser Cap de Premsa en la productora Querejeta P.C. i en la distribuïdora Alta Films. Va ser també directora i creadora del Sales Office del Festival Internacional de Cinema de Sant Sebastià.
En 1999 va realitzar el seu primer guió per a la pel·lícula Pídele Cuentas al Rey, escrit amb Clara Pérez Escrivá i José Antonio Quirós, amb el qual va obtenir el Premi al Millor Guió en el Festival de Comèdia de Peníscola. La seva amistat amb Iciar Bollaín li va permetre escriure amb la directora el guió del fals documental Amores que matan i posteriorment Te doy mis ojos, amb la qual van obtenir en el 2004 el Goya al millor guió i el Premi al millor guió europeu. També va escriure, entre d'altres, amb Laura Mañá el guió del film La vida empieza hoy en 2010 en 2010 i per a Raimon Masllorens la versió per a rodar de la pel·lícula Sin ti.
L'any 2014 va col·laborar amb Iciar Bollaín en diferents campanyes i en el guió del documental En tierra extraña.
En el terreny del documental ha treballat com a coguionista en dos documentals sobre el món de la prostitució, Chicas nuevas 24 horas, i El Proxeneta, paso corto mala leche, ambdós coescrits i dirigits per Mabel Lozano, a més de participar al projecte col·lectiu feminista Yo decido: El tren de la libertad. (2014).
Com a guionista i realitzadora va dirigir un documental sobre el mètode de recerca del dramaturg José Sanchís Sinisterra, titulat La cabeza de José,
El 2013 va estrenar en teatre La Voz de Doris Day, una sàtira monologada sobre la falta d'implicació social, i Se arreglan bicis dins del cicle Mentes desordenadas presentat a La Casa Encendida. El 2017 es va estrenar als Teatros Luchana el Cabaret social For Sale, la divertida història de María Cumplido en temps de crisi.
També és guionista de publicitat i de diversos programes de televisió. Els seus últims treballs han estat la telemovie 22 àngels (2016) dirigida per Miguel Bardem per a TVE i la coordinació dels guions de la sèrie Central 5 per la productora El Deseo en 2018.
Combina l'escriptura de guions amb l'activitat docent. És Codirectora i Docent del Màster en Guió i Dramatúrgia de la Universitat Autònoma de Madrid / Escola de Guió de Madrid i ha impartit tallers per a la Fundació Carolina, el Laboratori d'Oaxaca (Mèxic) afavorit per Sundance, a Colòmbia, el Brasil, a més de ser professora en el Màster de guió en la Universitat Carles III de Madrid, i directora i fundadora de l'Escola de Guió de Madrid. Ha publicat dos llibres relacionats amb l'ensenyament del guió: Matad al guionista y acabaréis con el cine, el 1999 i el 2012 Nunca mientas a un idiota. Póker para guionistas y demás escribientes.
És sòcia fundadora i presidenta de la Fundació Lydia Cacho creada en 2008 que ajuda a persones amenaçades per lluitar contra violacions de drets humans. i membre del CIMA, l'Associació de Dones Cineastes i de Mitjans Audiovisuals. Des del 2014 Forma part de la Junta Directiva de l'Acadèmia de les Arts i les Ciències Cinematogràfiques d'Espanya.

## Filmografia
Guionista
| Any  | Títol                                      | Tipus                           |
| ---- | ------------------------------------------ | ------------------------------- |
| 1987 | Acaba de pasar el que vendrá               | Documental                      |
| 1996 | Chasco                                     | Curtmetratge                    |
| 1997 | Todos los hombres sois iguales             | Sèrie de Telecinco (capítol 37) |
| 1998 | Al salir de clase                          | Sèrie de Telecinco (capítol 86) |
| 1999 | Pídele cuentas al rey                      | Pel·lícula                      |
| 2000 | Amores que matan                           | Curtmetratge / fals documental  |
| 2004 | Te doy mis ojos                            | Pel·lícula                      |
| 2005 | Sin ti                                     | Pel·lícula                      |
| 2010 | La vida empieza hoy                        | Pel·lícula                      |
| 2014 | Todo el tiempo del mundo y Aquí el paraíso | Fals documental                 |
| 2014 | En tierra extraña                          | Documental                      |
| 2015 | Chicas nuevas 24 horas                     | Documental                      |
| 2016 | 22 àngels                                  | TV-Movie                        |
| 2016 | La cabeza de José                          | Documental                      |
| 2018 | El proxeneta, paso corto, mala leche       | Documental                      |

## Premis
| Any  | Premi                                                                   | Pel·lícula            | Resultat   |
| ---- | ----------------------------------------------------------------------- | --------------------- | ---------- |
| 1999 | Gran Premi del Público, SEMINCI de Valladolid                           | Pídele cuentas al rey | Guanyadora |
| 1999 | Millor Guió Festival de Peníscola                                       | Pídele cuentas al rey | Guanyadora |
| 1999 | Premi del Públic Festival Internacional Donibane Lohitzune.             | Pídele cuentas al rey | Guanyadora |
| 2003 | Goya al millor guió original                                            | Te doy mis ojos       | Guanyadora |
| 2004 | Millor Guió Europeu                                                     | Te doy mis ojos       | Guanyadora |
| 2004 | Medalla del Cercle d'Escriptors Cinematogràfics al millor guió original | Te doy mis ojos       | Guanyadora |
| 2010 | Premi de la Crítica Cinematogràfica                                     | La vida empieza hoy   | Guanyadora |

## Publicacions
- Cines Renoir 10 años de películas, (1996) Cines Renoir-Alta Films
- Matar al guionista y acabaréis con el cine. (1999) Ediciones Nuer
- Nunca mientas a un idiota. Póker para guionistas y demás escribientes. (2012) Alba Ediciones
- Capítulo Guion en Guía de creación audiovisual. (2016) Cristina Andreu, Ediciones Cooperación Española.